# Cébazat
Cébazat (/se.ba.za/) est une commune française située dans le département du Puy-de-Dôme, en région Auvergne-Rhône-Alpes. Elle fait partie de l'aire d'attraction de Clermont-Ferrand.
Ses habitants sont appelés les Cébazaires.

## Géographie

### Localisation
Cébazat est située au nord de Clermont-Ferrand, à la limite de la plaine de la Limagne, située à l'est, et à proximité de la chaîne des Puys à l'ouest.
Quatre communes sont limitrophes.
Les communes limitrophes sont  Blanzat, Châteaugay, Clermont-Ferrand et Gerzat.
| Châteaugay |                  |        |
| Blanzat    | Cébazat          | Gerzat |
|            | Clermont-Ferrand |        |

### Géologie et relief
La superficie de la commune est de 1 002 hectares ; son altitude varie entre 320 et 518 mètres.

### Hydrographie

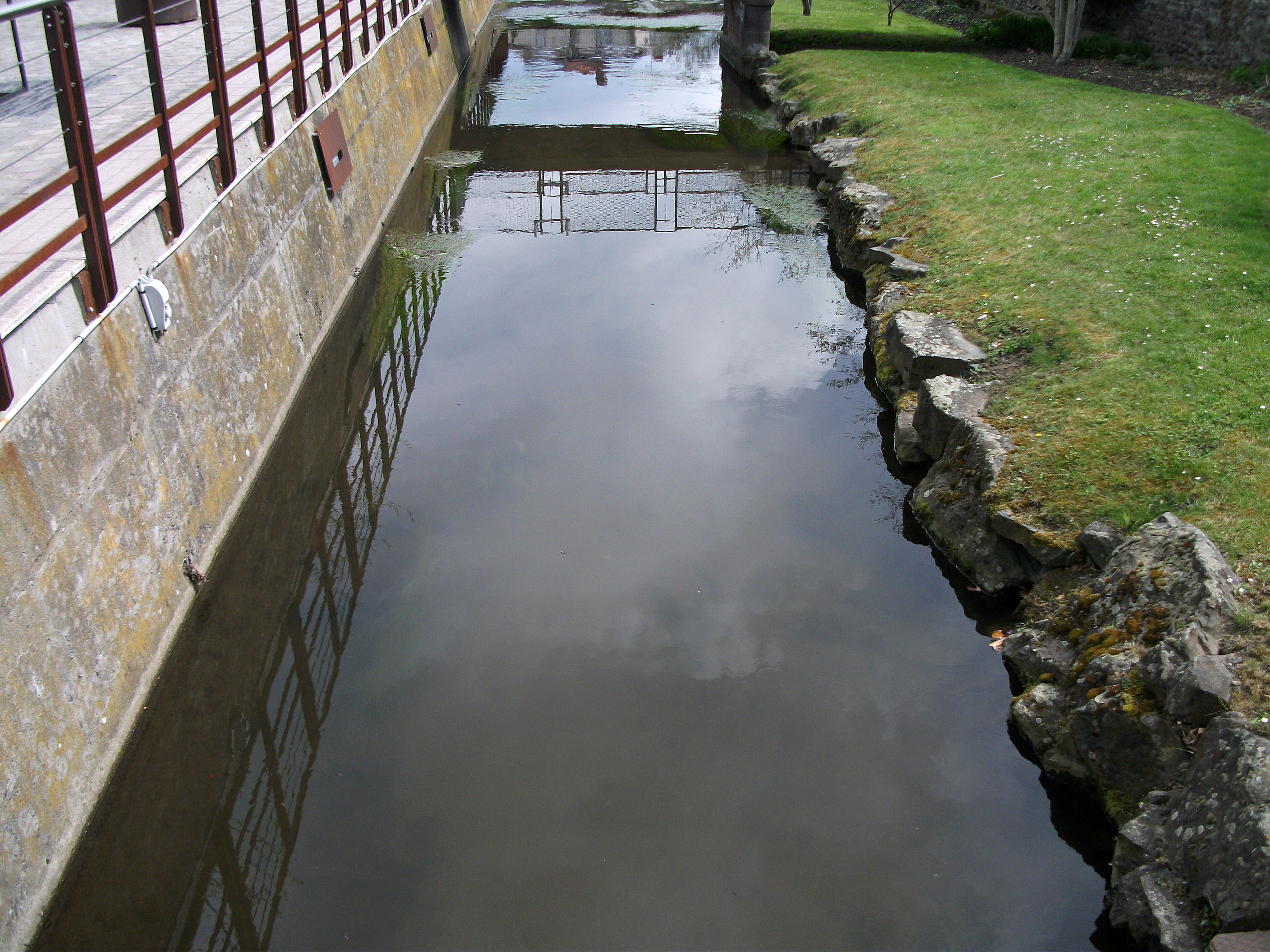
Le Bédat.

La commune est traversée par le Bédat.

### Climat
Pour des articles plus généraux, voir Climat d'Auvergne-Rhône-Alpes et Climat du Puy-de-Dôme.
En 2010, le climat de la commune est de type climat océanique dégradé des plaines du Centre et du Nord, selon une étude du Centre national de la recherche scientifique s'appuyant sur une série de données couvrant la période 1971-2000. En 2020, Météo-France publie une typologie des climats de la France métropolitaine dans laquelle la commune est exposée à un climat de montagne ou de marges de montagne et est dans la région climatique Nord-est du Massif Central, caractérisée par une pluviométrie annuelle de 800 à 1 200 mm, bien répartie dans l’année.
Pour la période 1971-2000, la température annuelle moyenne est de 11 °C, avec une amplitude thermique annuelle de 15,9 °C. Le cumul annuel moyen de précipitations est de 625 mm, avec 8,4 jours de précipitations en janvier et 6,6 jours en juillet. Pour la période 1991-2020, la température moyenne annuelle observée sur la station météorologique de Météo-France la plus proche, « Sayat_sapc », sur la commune de Sayat à 4 km à vol d'oiseau, est de 11,2 °C et le cumul annuel moyen de précipitations est de 776,1 mm,. Pour l'avenir, les paramètres climatiques de la commune estimés pour 2050 selon différents scénarios d'émission de gaz à effet de serre sont consultables sur un site dédié publié par Météo-France en novembre 2022.
| Mois                                  | jan.             | fév.            | mars           | avril         | mai           | juin          | jui.          | août           | sep.          | oct.            | nov.             | déc.           | année      |
| ------------------------------------- | ---------------- | --------------- | -------------- | ------------- | ------------- | ------------- | ------------- | -------------- | ------------- | --------------- | ---------------- | -------------- | ---------- |
| Température minimale moyenne (°C)     | 0                | 0,3             | 2,4            | 4,9           | 8,5           | 12,1          | 14            | 13,9           | 10,5          | 7,7             | 3,3              | 0,9            | 6,5        |
| Température moyenne (°C)              | 3,4              | 4,2             | 7,3            | 10            | 13,8          | 17,6          | 19,7          | 19,6           | 15,7          | 12,2            | 6,9              | 4,1            | 11,2       |
| Température maximale moyenne (°C)     | 6,7              | 8,1             | 12,1           | 15,2          | 19,2          | 23,1          | 25,4          | 25,3           | 20,9          | 16,6            | 10,5             | 7,4            | 15,9       |
| Record de froid (°C) date du record   | −12,7 05.01.1995 | −15 05.02.12    | −15,9 01.03.05 | −6,7 08.04.03 | −1 15.05.1995 | 2,7 04.06.01  | 5,9 17.07.00  | 4,5 30.08.1998 | 2 30.09.1995  | −5,4 29.10.1997 | −11,2 22.11.1998 | −13,3 15.12.01 | −15,9 2005 |
| Record de chaleur (°C) date du record | 19,4 27.01.16    | 22,5 20.02.1998 | 25,2 24.03.01  | 27,7 30.04.05 | 32,3 11.05.12 | 38,4 27.06.19 | 39,1 03.07.15 | 39,5 24.08.23  | 33,6 10.09.11 | 32,2 02.10.23   | 23,6 08.11.15    | 20,4 24.12.12  | 39,5 2023  |
| Précipitations (mm)                   | 56,2             | 48,4            | 49,5           | 72,6          | 73,7          | 71,4          | 78,1          | 67,1           | 65,9          | 60,4            | 68,7             | 64,1           | 776,1      |

## Urbanisme

### Typologie
Au 1er janvier 2024, Cébazat est catégorisée centre urbain intermédiaire, selon la nouvelle grille communale de densité à sept niveaux définie par l'Insee en 2022.
Elle appartient à l'unité urbaine de Clermont-Ferrand, une agglomération intra-départementale regroupant 17  communes, dont elle est une commune de la banlieue,,. Par ailleurs la commune fait partie de l'aire d'attraction de Clermont-Ferrand, dont elle est une commune de la couronne,. Cette aire, qui regroupe 209 communes, est catégorisée dans les aires de 200 000 à moins de 700 000 habitants,.

### Occupation des sols
L'occupation des sols de la commune, telle qu'elle ressort de la base de données européenne d’occupation biophysique des sols Corine Land Cover (CLC), est marquée par l'importance des territoires artificialisés (52,3 % en 2018), en augmentation par rapport à 1990 (41,3 %). La répartition détaillée en 2018 est la suivante : zones urbanisées (33,5 %), zones agricoles hétérogènes (23,2 %), zones industrielles ou commerciales et réseaux de communication (18,8 %), terres arables (11,3 %), forêts (6,3 %), cultures permanentes (4,8 %), milieux à végétation arbustive et/ou herbacée (2,2 %). L'évolution de l’occupation des sols de la commune et de ses infrastructures peut être observée sur les différentes représentations cartographiques du territoire : la carte de Cassini (XVIIIe siècle), la carte d'état-major (1820-1866) et les cartes ou photos aériennes de l'IGN pour la période actuelle (1950 à aujourd'hui).

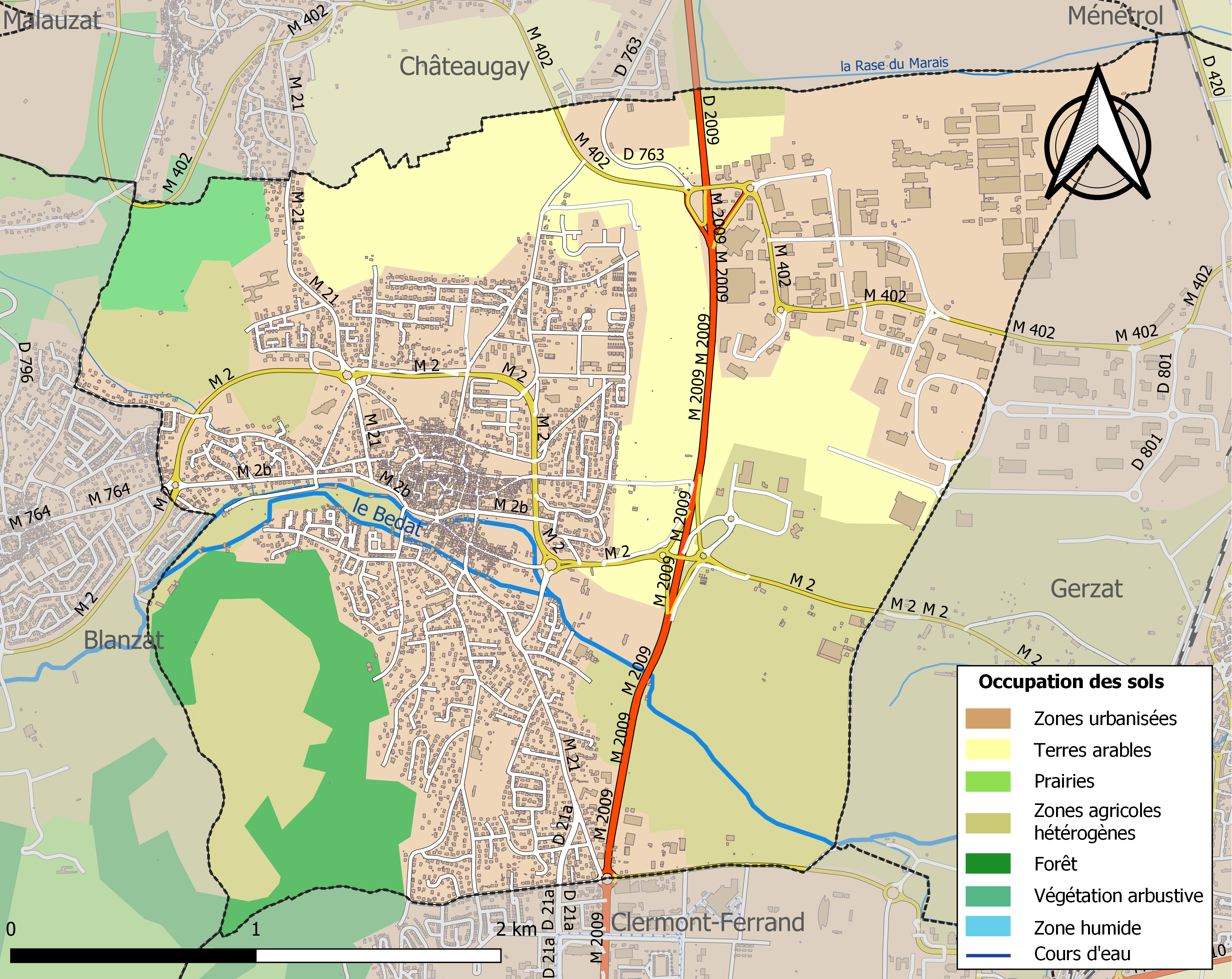
Carte des infrastructures et de l'occupation des sols de la commune en 2018 (CLC).

### Logement
En 2013, la commune comptait 3 400 logements, contre 3 260 en 2008. Parmi ces logements, 92,9 % étaient des résidences principales, 0,9 % des résidences secondaires et 6,1 % des logements vacants. Ces logements étaient pour 84,6 % d'entre eux des maisons individuelles et pour 15,1 % des appartements.
La proportion des résidences principales, propriétés de leurs occupants était de 75,2 %, en baisse sensible par rapport à 2008 (76 %). La part de logements HLM loués vides était de 7,5 % (contre 6,7 %).

### Planification de l'aménagement
Le plan local d'urbanisme a été approuvé par une délibération du conseil métropolitain du 15 janvier 2020 et a été révisé depuis.

### Projets d'aménagement
La commune, en association avec l'Ophis Puy-de-Dôme, aménage un écoquartier : la ZAC des Trois Fées, s'étendant sur 31 hectares. 1 000 logements sont prévus sur trois zones : la Chavance, la Couchet et les Quartières, la majorité des logements seront construits sur cette dernière zone (5 000 m2 de bureaux). Des espaces verts occuperont un tiers de la ZAC. Le recours à l'intermodalité se fait avec le développement des transports doux. Déjà, depuis début 2014, certaines courses de la ligne 31 reliant les Vignes à Châteaugay sont déviées par cette ZAC en desservant deux arrêts.
Les seize premiers logements locatifs labellisés BBC ont été livrés au deuxième trimestre 2012.

### Voies de communication et transports

#### Voies routières
La commune bénéficie d'une bonne accessibilité routière avec la route métropolitaine 2009 (ancienne route nationale 9) qui possède le statut de voie express entre Riom au nord et Clermont-Ferrand au sud. Deux échangeurs à l'est de la commune la desservent : une sur la route métropolitaine (M) 402, une autre sur la M 2.
D'autres routes métropolitaines traversent la commune :
- la RM 2, reliant Blanzat à l'ouest et Gerzat à l'est en contournant le centre-ville par le nord ;
- la RM 2B, passant par le centre-ville ;
- la RM 21, reliant au nord Châteaugay et le quartier Croix-de-Neyrat au sud (direction Clermont-Ferrand) ;
- la RM 402, desservant le parc logistique de la commune, à cheval avec la commune de Gerzat ;
- la RM 763, délaissé partiel de la route nationale 9 (il existe une RM 763A et une RM 763B) ;
- la RM 764, sur quelques mètres en direction de Blanzat.

#### Transports urbains
La ville est desservie par trois lignes du réseau de transports en commun de l'agglomération clermontoise (T2C) :
- la ligne 21 relie le CHR Nord au quartier Croix-de-Neyrat, au stade Gabriel-Montpied à Clermont-Ferrand et à Aubière, de 6 h 30 à 21 h environ, du lundi au samedi (correspondance avec le tramway à Croix-de-Neyrat) ;
- la ligne 24 relie Blanzat à Champratel, de 5 h 10 à 22 h 23 h les dimanches et jours fériés, tous les jours (correspondance avec le tramway à Croix-de-Neyrat ou Champratel) ;
- la ligne 31 dessert le quartier des 3 Fées uniquement du lundi au vendredi et en harmonie avec les heures d'entrée et de sortie des écoles (correspondance avec le tramway et la ligne 3 aux Vignes).

Du fait du prolongement de la ligne de tramway jusqu'au quartier des Vergnes, fin 2013, la ligne 3 ne dessert plus Cébazat.

#### Aménagements cyclables
Des aménagements cyclables existent, par exemple, le long de la route métropolitaine 2 entre Cébazat et Gerzat. On en retrouve également, le long de l'avenue de la République.

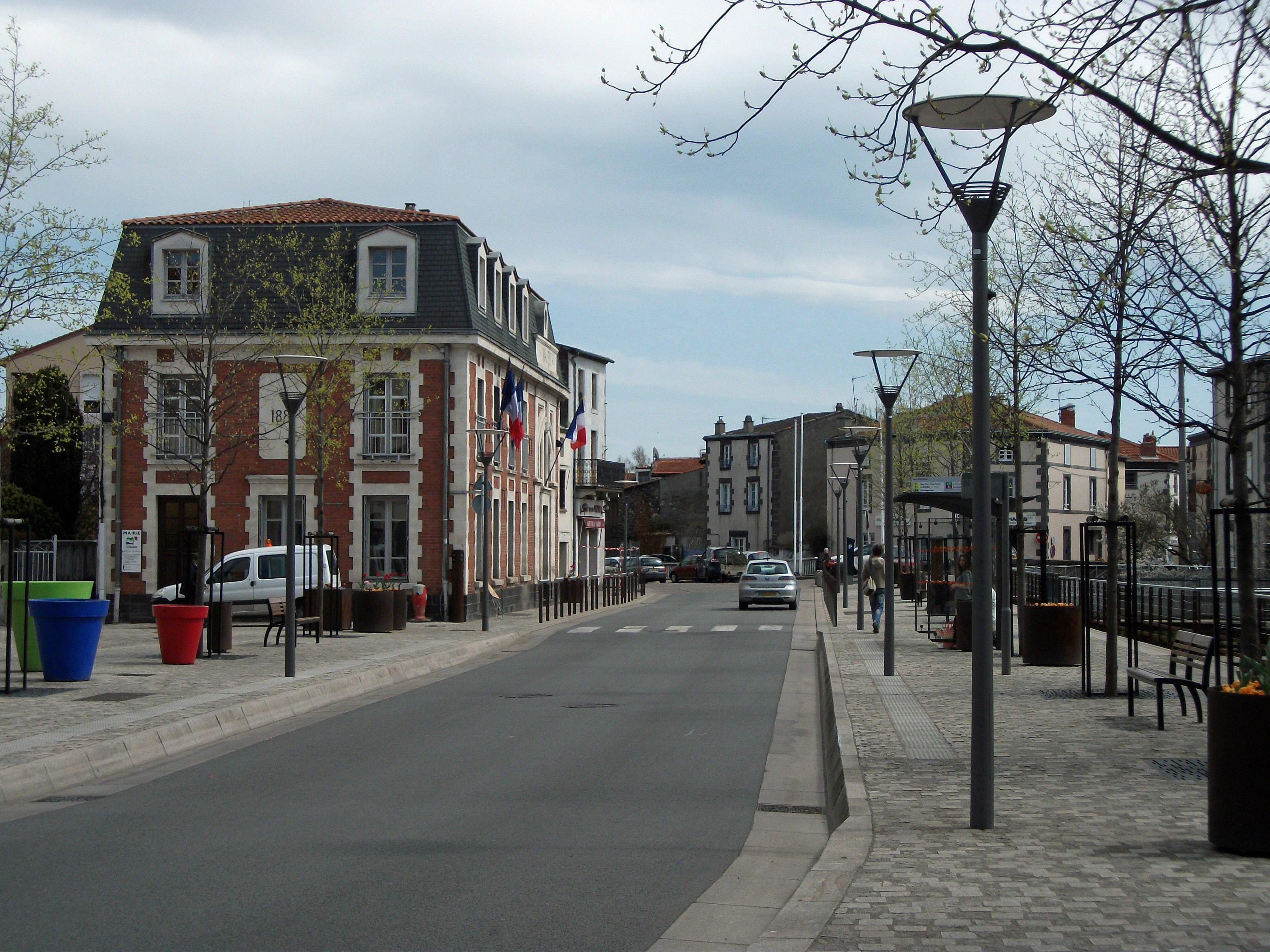
Cours des Perches.
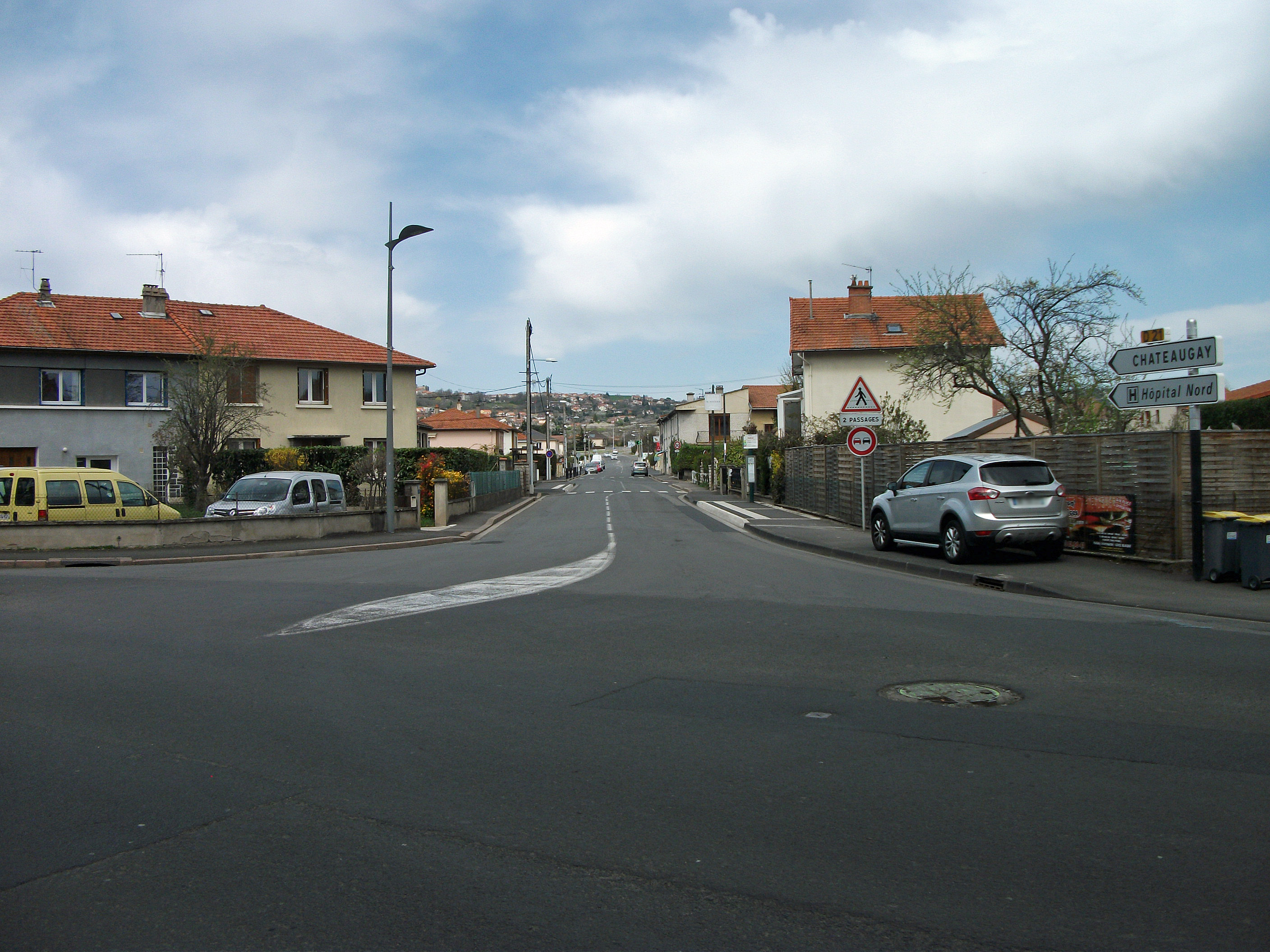
Route de Châteaugay.
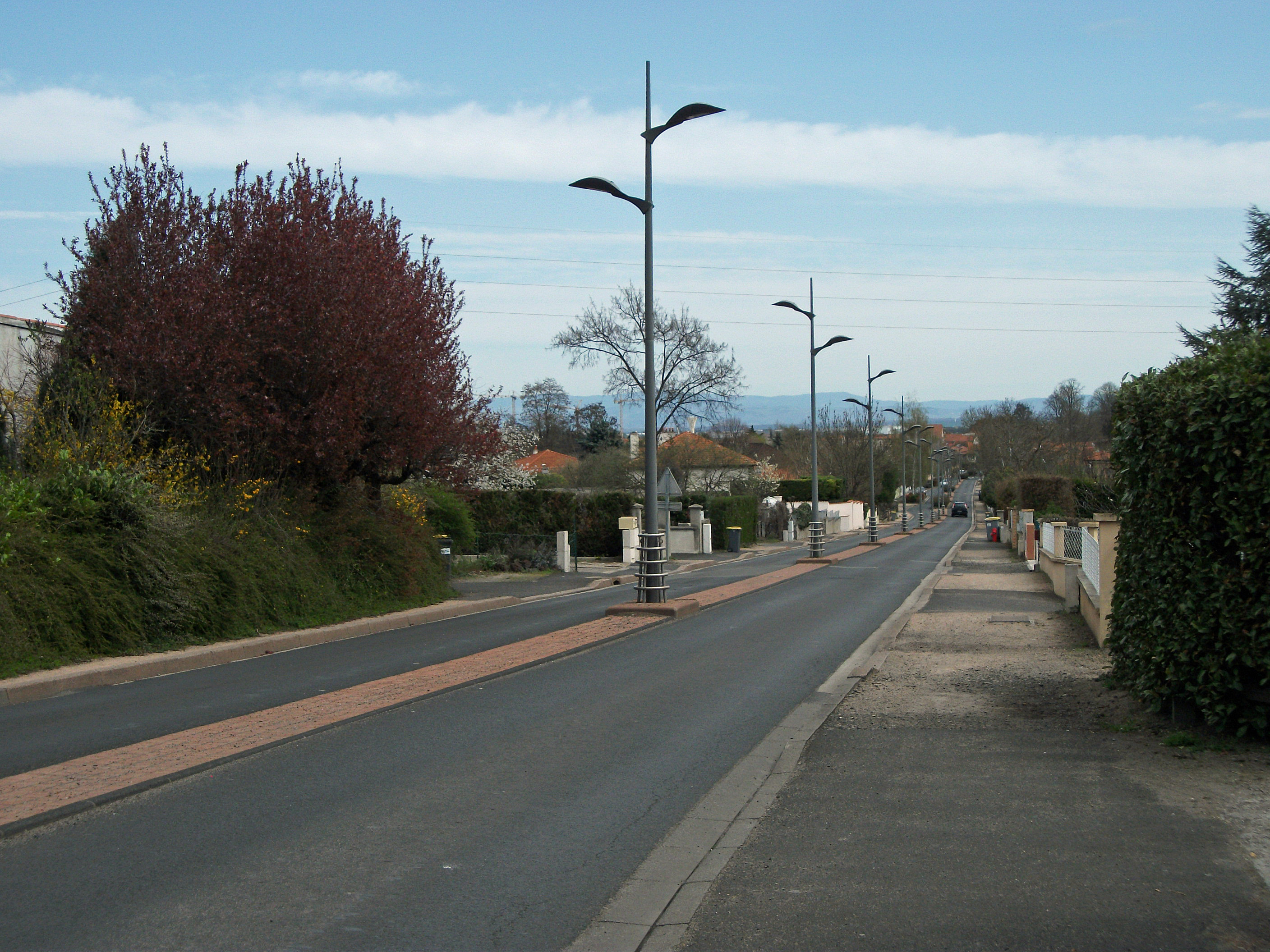
Rue de Blanzat.

### Risques naturels et technologiques
La commune est soumise à quatre risques :
- inondation : les crues du Bédat peuvent être provoquées par une montée excessive du niveau du cours d'eau ou une crue torrentielle[C 2] ;
- mouvements de terrain : ceux-ci sont caractérisés par « la présence de sables argilo-calcaires sur le substratum basaltique[C 2] » ;
- séisme (zone de sismicité de niveau 3) ;
- transport de matières dangereuses (la route départementale 2009).

Deux plans de prévention des risques naturels inondation ont été prescrits :
- pour le Bédat (prescription le 27 décembre 1999, approbation le 6 mars 2002) ;
- pour divers cours d'eau (prescription le 24 juillet 2014).

La commune fait partie d'un territoire à risque important d'inondation (TRI de CLERMONT-FERRAND - RIOM).
Plusieurs arrêtés de catastrophe naturelle ont été déclarés pour la commune :
- tempête en 1982 (arrêté du 18 novembre 1982, JO du 19) ;
- inondations et coulées de boue à trois reprises en mai et juin 1992 (arrêtés du 4 février 1993, JO du 27) ;
- mouvements de terrain différentiels sur les périodes allant du 1er mars au 31 décembre 1996 et de 1998 à 2000 (arrêté du 15 novembre 2001, JO du 1er décembre) ;
- inondations, coulées de boue et mouvements de terrain à la fin de l'année 1999.

## Toponymie
Le nom en occitan de Cébazat est Cebazat, dont le nom actuel dérive.

## Histoire

### Préhistoire
Le site fut habité dès le Paléolithique. Des fouilles archéologiques menées sur les coteaux de Chanturgue et de Châteaugay, ainsi que dans la vallée du Bédat, ont « mis au jour l'existence de silex taillés [ou] d'ossements d'animaux domestiques », ainsi que d'autres objets datés du Néolithique datés de « 5 500 à 1 800 ans avant notre ère ».

### Antiquité
À la fin du Ier siècle av. J.-C., le village nommé Sabascum devient un bourg de première importance. En effet, le village est situé sur une voie romaine très fréquentée menant de Clermont-Ferrand à Bourges. Plusieurs dizaines de mètres de chaussée ont notamment été découverts au lieu dit Les Vergnes. Le bourg a prospéré grâce à cette position stratégique et l’effervescence économique est confirmée par la multitude des découvertes archéologiques (vases, médailles et figurines) réalisés au XIXe siècle.
Des fouilles archéologiques menées à l'occasion du chantier de construction du parc d'activités des Montels III en 2015 attestent l'existence d'une voie romaine, de « bâtiments antiques maçonnés » développés « de part et d'autre d'un chemin de terre », ainsi que des sections d'aqueduc.

### Moyen Âge
Au XIIe siècle, la cité cébazaire dépendait du comté d'Auvergne. Une charte est accordée par Alphonse de Poitiers en 1270. Les De La Roche, résidant au château de Tournoël, jouissent de la seigneurie pendant deux siècles, de 1398 à 1598.
La cité a connu d'importants dégâts lors du séisme de Limagne de 1490.

### Époque moderne
Pendant les guerres de religion (fin du XVIe siècle), Cébazat « choisit le parti de la Ligue catholique » et est acquis en 1592 par les royalistes. Le patrimoine médiéval tombe à l'abandon à la fin du XVIIe siècle.

### Révolution française
Aux débuts de la Révolution, Cébazat était totalement à l'écart des événements de la Bastille. Le 22 décembre 1789, elle est chef-lieu d'un canton de trois communes (avec Blanzat et Sayat), avant d'être rattachée en 1801 au canton de Clermont-Ferrand-Est.
La place des Perches, renommée « place de la Fraternité », fut le lieu de cérémonies et de fêtes, comme le défilé de la garde nationale en 1790.

### Époque contemporaine
Le XIXe siècle fut une période calme. Les deux guerres mondiales ont engendré une baisse de la population et Cébazat va connaître un exode urbain. Malgré le développement de l'industrie, le vignoble n'a pas disparu.

## Politique et administration

### Découpage territorial
La commune de Cébazat est membre de la métropole Clermont Auvergne Métropole, un établissement public de coopération intercommunale (EPCI) à fiscalité propre créé le 24 décembre 1999 (en tant que communauté d'agglomération Clermont Communauté, devenue communauté urbaine le 1er janvier 2017 et métropole depuis le 1er janvier 2018) dont le siège est à Clermont-Ferrand. Ce dernier est par ailleurs membre d'autres groupements intercommunaux.
Sur le plan administratif, elle est rattachée à l'arrondissement de Clermont-Ferrand en 1801, à la circonscription administrative de l'État du Puy-de-Dôme et à la région Auvergne-Rhône-Alpes. Chef-lieu de canton jusqu'en 1801, elle faisait partie du canton de Clermont-Ferrand-Est jusqu'en 1982 puis au canton de Gerzat de 1982 à 2015.
Sur le plan électoral, elle dépend du canton de Cébazat pour l'élection des conseillers départementaux, depuis le redécoupage cantonal de 2014 entré en vigueur en 2015, et de la première circonscription du Puy-de-Dôme pour les élections législatives, depuis le dernier découpage électoral de 2010.

### Élections municipales et communautaires

#### Élections de 2020
Le conseil municipal de Cébazat, commune de plus de 1 000 habitants, est élu au scrutin proportionnel de liste à deux tours (sans aucune modification possible de la liste), pour un mandat de six ans renouvelable. Compte tenu de la population communale, le nombre de sièges à pourvoir lors des élections municipales de 2020 est de 29. Les vingt-neuf conseillers municipaux sont élus au premier tour avec un taux de participation de 44,26 %, se répartissant en : vingt-six élus issus de la liste du maire sortant Flavien Neuvy et trois élus issus de la liste de Gabriel Fenaille.
Les deux sièges attribués à la commune au sein du conseil métropolitain de Clermont Auvergne Métropole sont issus de la liste de Flavien Neuvy.
Le conseil municipal élu en 2020 est composé de 29 membres, dont sept adjoints, dix-huit membres de la majorité et trois membres de l'opposition.

#### Chronologie des maires
| Période                   | Période                   | Identité                       | Étiquette | Qualité                                                                                               |
| ------------------------- | ------------------------- | ------------------------------ | --------- | --- |
| 1789                      | 1790                      | Gabriel Tamen                  |           | |
| 1790                      | 1793                      | Gabriel Rougeyron              |           | |
| 1793                      | 1794                      | Paul Bichard                   |           | |
| 1794                      | 1796                      | Le Sieur Fretière              |           | Président de la municipalité                                                                          |
| 1796                      | 1800                      | François Rigaud                |           | Président de la municipalité                                                                          |
| 1800                      | 1809                      | François Fredet                |           | |
| 1809                      | 1820                      | François Ducrohet              |           | |
| 1820                      | 1822                      | Dr Maistre                     |           | |
| 1822                      | 1831                      | Ernest de Chevarier            |           | |
| 1831                      | 1832                      | Henri, Jean-Baptiste Barre     |           | |
| 1832                      | 1836                      | Pierre Barthomivat de Neuville |           | |
| 1836                      | 1837                      | Henri, Jean-Baptiste Barre     |           | |
| 1837                      | 1840                      | Pierre Barthomivat de Neuville |           | |
| 1840                      | 1851                      | Pierre Fredet Chomette         |           | |
| 1852                      | 1871                      | Charles de Laire               |           | |
| 1871                      | 1872                      |                                |           | Commission municipale                                                                                 |
| 1872                      | 1879                      | Vincent Barre                  |           | |
| 1879                      | 1882                      | Edmond Pyrent de la Prade      |           | |
| 1882                      | 1884                      | Antoine Dherment               |           | |
| 1884                      | 1892                      | Vincent Barre                  |           | |
| 1892                      | 1896                      | Arnaud Rigaud                  |           | |
| 1896                      | 1900                      | Jean Daupeyroux                |           | |
| 1902                      | 1905                      | Arnaud Rigaud                  |           | |
| 1905                      | 1920                      | Jean Simonet                   |           | |
| 1920                      | 1921                      | Joseph Prugnard                |           | |
| 1921                      | 1922                      | Annet Bord                     |           | Président de la délégation spéciale                                                                   |
| 1922                      | 1925                      | Jean Commandoire               |           | |
| 1925                      | 1944                      | Joseph Castaigne               |           | |
| 1944                      | 1945                      | Louis Vacher                   |           | Président du Comité local de libération                                                               |
| 1945                      | 1971                      | Jean-Marie Bellime             |           | |
| mars 1971                 | mars 1983                 | Pierre Montgroux               | PS        | |
| mars 1983                 | mars 2014                 | Bernard Auby                   | PS        | Professeur de mathématiques Conseiller général du canton de Gerzat (1994-2015)                        |
| mars 2014 (réélu en 2020) | En cours (au 8 août 2020) | Flavien Neuvy                  | UDI       | Économiste Conseiller départemental du canton de Cébazat (depuis 2015) Membre du bureau communautaire |

### Autres élections
Les résultats des élections depuis 2000 ont donné (au second tour) :
| Élection                            | Année            | Élu(e)                 | Élu(e)  | Battu(e)                 | Battu(e) | Participation |
| ----------------------------------- | ---------------- | ---------------------- | ------- | ------------------------ | -------- | ------------- |
| Présidentielle                      | 2002             | Jacques Chirac (UMP)   | 88,91 % | Jean-Marie Le Pen (FN)   | 11,09 %  | 79,42 %       |
| Présidentielle                      | 2007             | Nicolas Sarkozy (UMP)  | 47,63 % | Ségolène Royal (PS)      | 52,37 %  | 85,05 %       |
| Présidentielle                      | 2012             | François Hollande (PS) | 60,63 % | Nicolas Sarkozy (UMP)    | 39,37 %  | 81,04 %       |
| Législatives                        | 2002 (1re circ.) | Odile Saugues (PS)     | 52,02 % | Anne Courtillé (UMP)     | 47,98 %  | 60,28 %       |
| Législatives                        | 2007 (1re circ.) | Odile Saugues (PS)     | 59,05 % | Anne Courtillé (UMP)     | 40,95 %  | 60,41 %       |
| Législatives                        | 2012 (1re circ.) | Odile Saugues (PS)     | 63,17 % | Jean-Pierre Brenas (UMP) | 36,83 %  | 53,25 %       |
| Européennes (deux meilleurs scores) | 2004             | Catherine Guy-Quint    | 40,20 % | Brice Hortefeux          | 21,41 %  | 43,22 %       |
| Européennes (deux meilleurs scores) | 2009             | Jean-Pierre Audy       | 28,90 % | Henri Weber              | 24,99 %  | 40,06 %       |
| Européennes (deux meilleurs scores) | 2014             | Liste UMP              | 21,64 % | Liste FN                 | 19,72 %  | 44,74 %       |
| Régionales                          | 2004             | Pierre-Joël Bonté      | 56,14 % | Valéry Giscard d'Estaing | 43,86 %  | 63,87 %       |
| Régionales                          | 2010             | René Souchon           | 64,68 % | Alain Marleix            | 35,32 %  | 52,19 %       |

Aux élections cantonales de 2008, dans le canton de Gerzat, Bernard Auby (PS) a recueilli 60,06 % des voix et Jean-Marc Balaguer (UMP) 19,35 %. 62,99 % des électeurs ont voté.
Aux élections municipales de 2014, le maire sortant ne s'est pas représenté ; Flavien Neuvy (UDI) a été élu au premier tour avec 63,63 % des voix et acquiert 24 sièges au conseil municipal dont deux au conseil communautaire ; Pascal Guittard a été battu avec 36,36 % des voix et n'acquiert les cinq sièges restants au conseil municipal. La participation à cette élection était de 67,15 %.

### Budget municipal
Pour l'année 2022, le budget municipal s'est élevé à plus de 18 millions d'euros :
| Fonctionnement  | Investissement | Total           |
| --------------- | -------------- | --------------- |
| 12 310 172,14 € | 6 382 742,14 € | 18 692 914,28 € |

Les taux d'imposition sont les suivants : foncier bâti 36,11 %, foncier non bâti 106,77 %.

### Jumelages

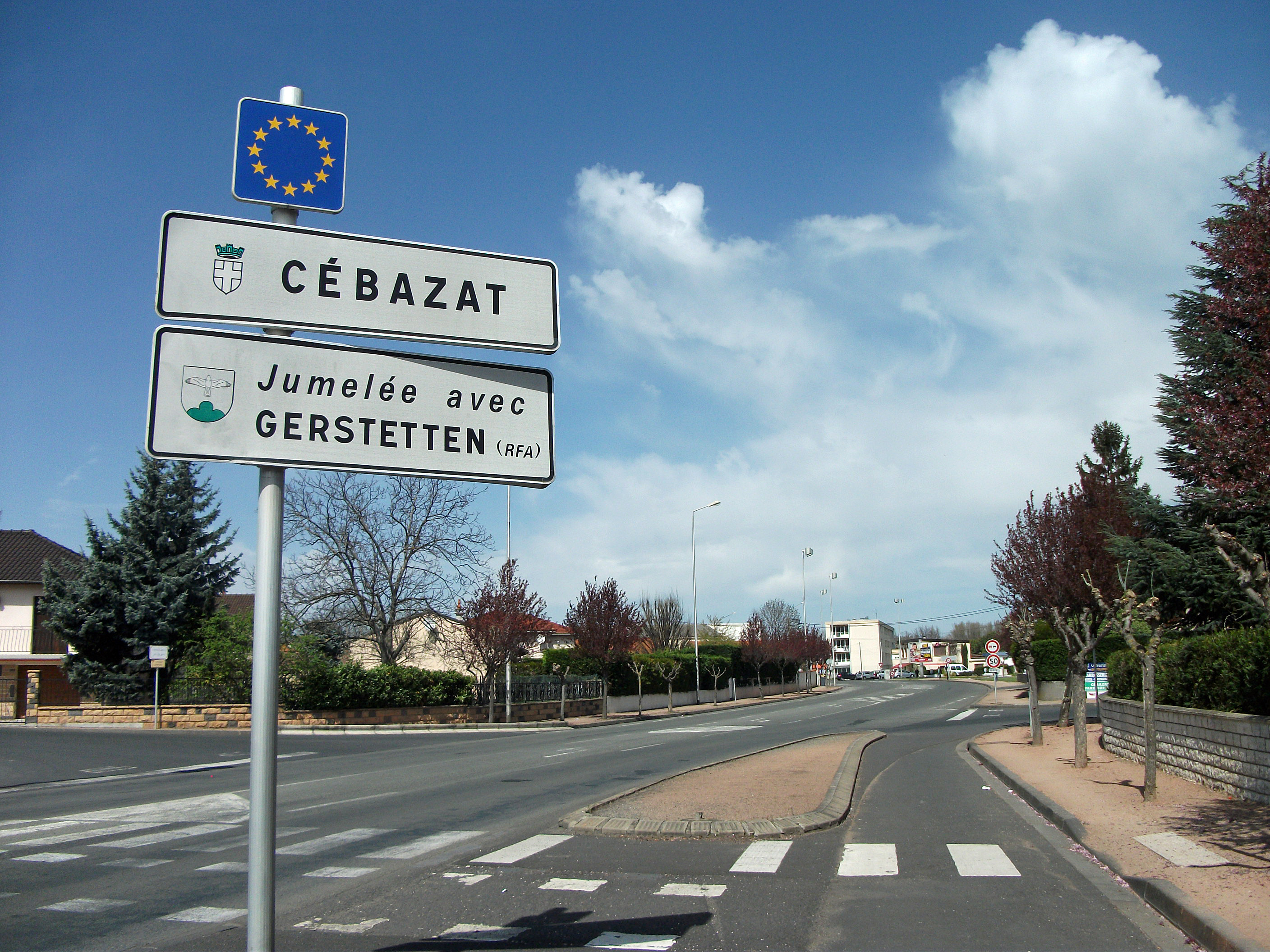
Panneau indiquant le jumelage sur la rue des Fourches (en 2015).

Cébazat est jumelée avec Gerstetten, commune du Land de Bade-Wurtemberg, en Allemagne, depuis le 27 juin[réf. souhaitée] 1992.
Le contrat de jumelage avec une ville allemande de la Bavière et du Bade-Wurtemberg fut décidé dès 1989. Il est signé le 12 septembre 1992. Le jumelage a permis, par exemple, de créer des échanges avec Gerstetten.

## Équipements et services publics

### Enseignement
Cébazat fait partie de l'académie de Clermont-Ferrand. Elle gère deux écoles maternelles et deux écoles élémentaires publiques (groupe scolaire Jules-Ferry et Pierre-et-Marie-Curie) ; il existe aussi une école élémentaire privée Sainte-Cécile.
Les collégiens sont scolarisés au collège Anatole-France, à Gerzat. Les lycéens se rendent à Clermont-Ferrand, au lycée Ambroise-Brugière.
En 2012, l'université d'Auvergne a ouvert une antenne de la faculté de médecine, l'Institut universitaire de formation en ergothérapie. Cet institut se situe dans l'hôpital Nord de Cébazat, 25 ergothérapeutes diplômés d'État en sortent chaque année.

#### École de musique
L'école de musique a été créée en 1980 par Bernard Auby, maire de la commune. Dominique Fusciello en fut le directeur à sa création.
Elle est actuellement dirigée par Yann Maniez.
D'abord située dans les locaux du groupe scolaire Jules-Ferry, elle a été transférée au Sémaphore à sa construction.
Depuis peu, elle a pris une dimension intercommunale puisqu'elle s'est étendue aux communes de Blanzat, Châteaugay, Durtol et Nohanent ce qui a permis d'augmenter le nombre d'instruments enseignés et d'obtenir une place plus importante au sein de la métropole clermontoise.

### Justice
La commune dépend de la cour administrative d'appel de Lyon, de la cour d'appel de Riom et des tribunaux administratif, judiciaire et de commerce de Clermont-Ferrand.

## Population et société

### Démographie
Les habitants de la commune sont appelés les Cébazaires.

#### Évolution démographique
L'évolution du nombre d'habitants est connue à travers les recensements de la population effectués dans la commune depuis 1793. Pour les communes de moins de 10 000 habitants, une enquête de recensement portant sur toute la population est réalisée tous les cinq ans, les populations de référence des années intermédiaires étant quant à elles estimées par interpolation ou extrapolation. Pour la commune, le premier recensement exhaustif entrant dans le cadre du nouveau dispositif a été réalisé en 2007.

En 2022, la commune comptait 8 949 habitants, en évolution de +8,15 % par rapport à 2016 (Puy-de-Dôme : +2,1 %, France hors Mayotte : +2,11 %).
| 1793  | 1800  | 1806  | 1821  | 1831  | 1836  | 1841  | 1846  | 1851  |
| ----- | ----- | ----- | ----- | ----- | ----- | ----- | ----- | ----- |
| 1 694 | 1 920 | 1 810 | 2 145 | 2 583 | 2 172 | 2 126 | 2 121 | 2 062 |

| 1856  | 1861  | 1866  | 1872  | 1876  | 1881  | 1886  | 1891  | 1896  |
| ----- | ----- | ----- | ----- | ----- | ----- | ----- | ----- | ----- |
| 2 072 | 2 044 | 1 985 | 1 896 | 1 830 | 1 825 | 1 791 | 1 793 | 1 748 |

| 1901  | 1906  | 1911  | 1921  | 1926  | 1931  | 1936  | 1946  | 1954  |
| ----- | ----- | ----- | ----- | ----- | ----- | ----- | ----- | ----- |
| 1 626 | 1 521 | 1 435 | 1 258 | 1 418 | 1 440 | 1 494 | 1 631 | 2 000 |

| 1962  | 1968  | 1975  | 1982  | 1990  | 1999  | 2006  | 2007  | 2012  |
| ----- | ----- | ----- | ----- | ----- | ----- | ----- | ----- | ----- |
| 2 830 | 3 837 | 5 605 | 6 617 | 7 562 | 7 800 | 7 790 | 7 784 | 7 407 |

| 2017  | 2022  | - | - | - | - | - | - | - |
| ----- | ----- | - | - | - | - | - | - | - |
| 8 604 | 8 949 | - | - | - | - | - | - | - |

#### Pyramide des âges
En 2018, le taux de personnes d'un âge inférieur à 30 ans s'élève à 30,8 %, soit en dessous de la moyenne départementale (34,2 %). À l'inverse, le taux de personnes d'âge supérieur à 60 ans est de 34,3 % la même année, alors qu'il est de 27,9 % au niveau départemental.
En 2018, la commune comptait 4 159 hommes pour 4 568 femmes, soit un taux de 52,34 % de femmes, légèrement supérieur au taux départemental (51,59 %).
Les pyramides des âges de la commune et du département s'établissent comme suit.
| Hommes | Classe d’âge | Femmes |
| ------ | ------------ | ------ |
| 0,9    | 90 ou +      | 2,7    |
| 10,2   | 75-89 ans    | 13,7   |
| 19,8   | 60-74 ans    | 21,0   |
| 18,6   | 45-59 ans    | 17,4   |
| 17,8   | 30-44 ans    | 16,1   |
| 14,8   | 15-29 ans    | 14,0   |
| 17,9   | 0-14 ans     | 15,1   |

| Hommes | Classe d’âge | Femmes |
| ------ | ------------ | ------ |
| 0,7    | 90 ou +      | 2,1    |
| 7,4    | 75-89 ans    | 10,2   |
| 17,7   | 60-74 ans    | 18,6   |
| 20,2   | 45-59 ans    | 19,2   |
| 18,4   | 30-44 ans    | 17,4   |
| 18,6   | 15-29 ans    | 17,2   |
| 17     | 0-14 ans     | 15,3   |

### Manifestations culturelles et festivités

#### Trina Orchestra
En 2011 s'est déroulé le premier épisode d'une série de rencontres entre jeunes musiciens des villes de Cébazat, de Gerstetten (Allemagne) et de Pilisvörösvár (Hongrie), afin de former un orchestre européen, Trina Orchestra. La première rencontre s'est déroulée en Allemagne du 25 avril au 2 mai 2011, la deuxième en France du 8 au 15 avril 2012 et la troisième en Hongrie du 20 au 28 juillet 2013. La quatrième (« Trina 4ever ») a eu lieu à Gerstetten les 30 et 31 mai 2014.
La deuxième saison se déroule en 2015 à Gerstetten, en 2016 à Pilisvörösvár et en 2017 à Cébazat. Le quatrième épisode (« Best Of ») a eu lieu en Allemagne, pays au centre des trois.
La troisième saison a débuté en 2019 à Cébazat, puis s'est poursuivie en 2022 à Gerstetten et en 2023 à Pilisvörösvár. Une pause obligatoire a été observée en 2020 et 2021 en raison de la pandémie de COVID-19, interrompant ainsi temporairement les échanges musicaux entre les jeunes des trois villes. Pour couronner cette série, un épisode « Best Of » est prévu en 2024 à Gerstetten, réunissant à nouveau les jeunes musiciens pour célébrer les moments forts de ces rencontres enrichissantes et marquantes.

### Sports
La ville dispose d'un complexe sportif avec quatre terrains de football gazonnés, un gymnase, de deux salles pour la pratique des arts martiaux, un tennis couvert ainsi que quatre courts extérieurs.
Ailleurs dans la ville, on retrouve également un street park ouvert aux jeunes, équipé d'un terrain pouvant se prêter à la pratique du basket-ball ou du football.
De nouvelles infrastructures de football ont été créées dans le domaine de la Prade depuis son rachat par la ville.

## Économie
La zone industrielle de Ladoux, située à l'écart de la ville, sur une colline à l'est de la voie express qui relie Clermont-Ferrand à Riom, constitue la principale source de revenus de la commune grâce à la contribution économique territoriale.
De grandes entreprises y sont présentes. On peut citer, par exemple, le centre d'études et les pistes d'essais de Michelin, T.F.E., Fenwick-Linde, etc.
Michelin est installé sur le site de Ladoux depuis 1965 ; progressivement, les équipes de recherche et de recherche et développement du groupe, ainsi que des unités de haute technologie, se sont établies sur ce site et de nouveaux bâtiments ont été construits. En 2013, le centre de Ladoux emploie 3 300 personnes et occupe 150 hectares ; les pistes destinées aux essais des pneumatiques, situées en contrebas des bâtiments, ont un développement de 41 km. En décembre 2013 est posée la première pierre du Campus RDI (Recherche, développement et industrialisation) comprenant un bâtiment de 67 000 m2[réf. incomplète]. Le campus est inauguré le 16 septembre 2016 par Manuel Valls, Premier ministre, et Jean-Dominique Senard, président de Michelin. Il emploie 3 300 personnes.

### Revenus de la population
En 2011, le revenu fiscal médian par ménage était de 33 225 €, ce qui plaçait Cébazat au 10 385e rang parmi les 31 886 communes de plus de 49 ménages en métropole.

### Emploi
En 2013, la population âgée de quinze à soixante-quatre ans s'élevait à 4 426 personnes, parmi lesquelles on comptait 68,4 % d'actifs dont 61,8 % ayant un emploi et 6,6 % de chômeurs.
On comptait 5 550 emplois dans la zone d'emploi. Le nombre d'actifs ayant un emploi résidant dans la zone étant de 2 751, l'indicateur de concentration d'emploi est de 201,7 %, ce qui signifie que la commune offre plus de deux emplois par habitant actif.
La répartition des 5 684 emplois par catégorie socio-professionnelle et par secteur d'activité est la suivante :
| Échelle     | Agriculteurs exploitants | Artisans, commerçants, chefs d'entreprise | Cadres et professions intellectuelles supérieures | Professions intermédiaires | Employés | Ouvriers |
| ----------- | ------------------------ | ----------------------------------------- | ------------------------------------------------- | -------------------------- | -------- | -------- |
| Commune     | 0,1 %                    | 3,2 %                                     | 23,8 %                                            | 30,5 %                     | 16,3 %   | 26,2 %   |
| Département | 2,4 %                    | 6,5 %                                     | 15,3 %                                            | 24,7 %                     | 28,3 %   | 22,8 %   |
| France      | 1,7 %                    | 6,5 %                                     | 17,2 %                                            | 25,6 %                     | 28,1 %   | 20,8 %   |

Les professions intermédiaires sont plus nombreuses, c'est l'un des trois indicateurs supérieurs aux moyennes départementale et nationale.
| Échelle     | Agriculture | Industrie | Construction | Commerce, transports, services divers | Administration publique, enseignement, santé, action sociale |
| ----------- | ----------- | --------- | ------------ | ------------------------------------- | ------------------------------------------------------------ |
| Commune     | 0,5 %       | 10,5 %    | 6,7 %        | 66,2 %                                | 17,1 %                                                       |
| Département | 3,3 %       | 16,1 %    | 6,8 %        | 41,3 %                                | 32,5 %                                                       |
| France      | 2,8 %       | 12,7 %    | 6,8 %        | 46,1 %                                | 31,6 %                                                       |

2 488 des 2 751 personnes âgées de quinze ans ou plus (soit 90,4 %) sont des salariés. 77,2 % des actifs travaillent hors de la commune de résidence.

### Entreprises
Au 1er janvier 2014, Cébazat comptait 332 entreprises : 29 dans l'industrie, 57 dans la construction, 196 dans le commerce, les transports et les services divers et 50 dans le secteur administratif.
En outre, elle comptait 410 établissements.
Au 31 décembre 2013, elle comptait 530 établissements actifs (6 819 postes salariés), dont la répartition est la suivante :
| Secteur d'activité    | Agriculture | Industrie | Construction | Commerce, transports, services divers | Administration publique, enseignement, santé, action sociale |
| --------------------- | ----------- | --------- | ------------ | ------------------------------------- | ------------------------------------------------------------ |
| Établissements actifs | 1,7 %       | 6,2 %     | 13,6 %       | 62,5 %                                | 16,0 %                                                       |
| Postes salariés       | 0,3 %       | 10,0 %    | 5,8 %        | 67,9 %                                | 16,0 %                                                       |

Quatorze entreprises avant plus de cinquante salariés, dont cinq émanaient du secteur du commerce, des transports ou des secteurs divers.

### Agriculture
La viticulture a été pratiquée à Cébazat
Au recensement agricole de 2010, la commune comptait neuf exploitations agricoles. Ce nombre est en nette diminution par rapport à 2000 (16) et à 1988 (28). La commune était orientée dans la polyculture et le polyélevage.
La superficie agricole utilisée sur ces exploitations était de 234 hectares en 2010, dont 15 ha sont alloués aux cultures permanentes. Aucune surface n'est « toujours en herbe ».

### Industrie
Cébazat est le site retenu pour héberger un successeur de Luxfer pour la fabrication de corps creux, en l’occurrence des bouteilles en aluminium capables de contenir des gaz haute pression. Cette unité se nommera Les Forges de Gerzat, et sera portée par l'entreprise Europlasma.

### Commerce et services
La base permanente des équipements de 2015 recense vingt-cinq commerces : trois supermarchés, deux épiceries, cinq boulangeries, deux boucheries-charcuteries, une librairie-papeterie-journaux, deux magasins de vêtements, un magasin d'équipements du foyer, un magasin de chaussures, trois magasins de meubles, trois fleuristes, un magasin d'optique ainsi qu'une station-service.

### Tourisme
Au 1er janvier 2016, la commune ne comptait aucun hôtel, camping ou autre hébergement collectif.

## Culture locale et patrimoine

### Lieux et monuments
- Quatre tours (Dherment, du lac, des Martres et du Seigneur) cernaient la ville au XVe siècle[C 4]. Elles deviennent des pigeonniers à la fin du XVIIe siècle[C 5]. La tour de l'Horloge, ou « Porte des Farges », a été reconstruite en 1754.
- L'église (XIIe siècle) est l'édifice le plus ancien de la commune. Son existence est attestée au XIe siècle. Le clocher, du XIXe siècle, remplace celui détruit pendant la Révolution[C 11].
- La lanterne des morts daterait du XVe siècle[C 12].
- Le château de La Mallarée.
- La place de la Halle a disparu ; seule subsiste la fontaine.
- Le parc Pierre-Montgroux, d'abord nommé « parc Chamerlat » (nom de la dernière famille propriétaire du domaine), a ensuite été renommé en l'honneur de l'ancien maire[réf. nécessaire]. D'une superficie de cinq hectares, il est décoré de nombreuses fleurs et possède un étang, où vivent des cygnes et des canards. Au fond du parc, on peut voir des paons, et le parc devient un vaste endroit de détente et d'amusement. Les enfants disposent d'une aire de jeux. Il a été racheté en 1980 par la mairie[C 13]. Un agrandissement du parc ouvre en 2013 après 3 ans de travaux, il se situe à l'ouest du parc à la place d'une ancienne propriété abandonnée. Il se compose d'1,7 hectare aménagé en zone humide avec entre autres un plan d'eau de plus de 6 000 m2 ainsi que de nombreuses espèces végétales et animales[71],[72],[73],[74]. Des ruches sont également installés depuis de nombreuses années[75]. Depuis 2015, un mémorial réalisé par José Merino est installé à l'entrée du parc[76].
- Le domaine de la Prade, qui fut un centre de formation EDF-GDF dès les années 1970, a été acquis par la mairie en 2006 pour la demeure, dont le château appartenant à la famille Pirins, et en 2007 pour le parc. Il accueille des événements d'entreprises depuis 2011. Il est ouvert au public uniquement le week-end[C 14],[77],[78]. Dès 2006, un complexe sportif composé de 3 stades est bâti puis, en 2014, deux salles de sports à destination des associations locales sont installées dans l'ancien gymnase[79] et les locaux de l'association Trisomie 21 Puy-de-Dôme sont transférés au domaine de la Prade[80].
- Maison du Peuple : De nos jours, la maison du Peuple est une des annexes de la caserne de pompiers.

Cartes postales de Cébazat
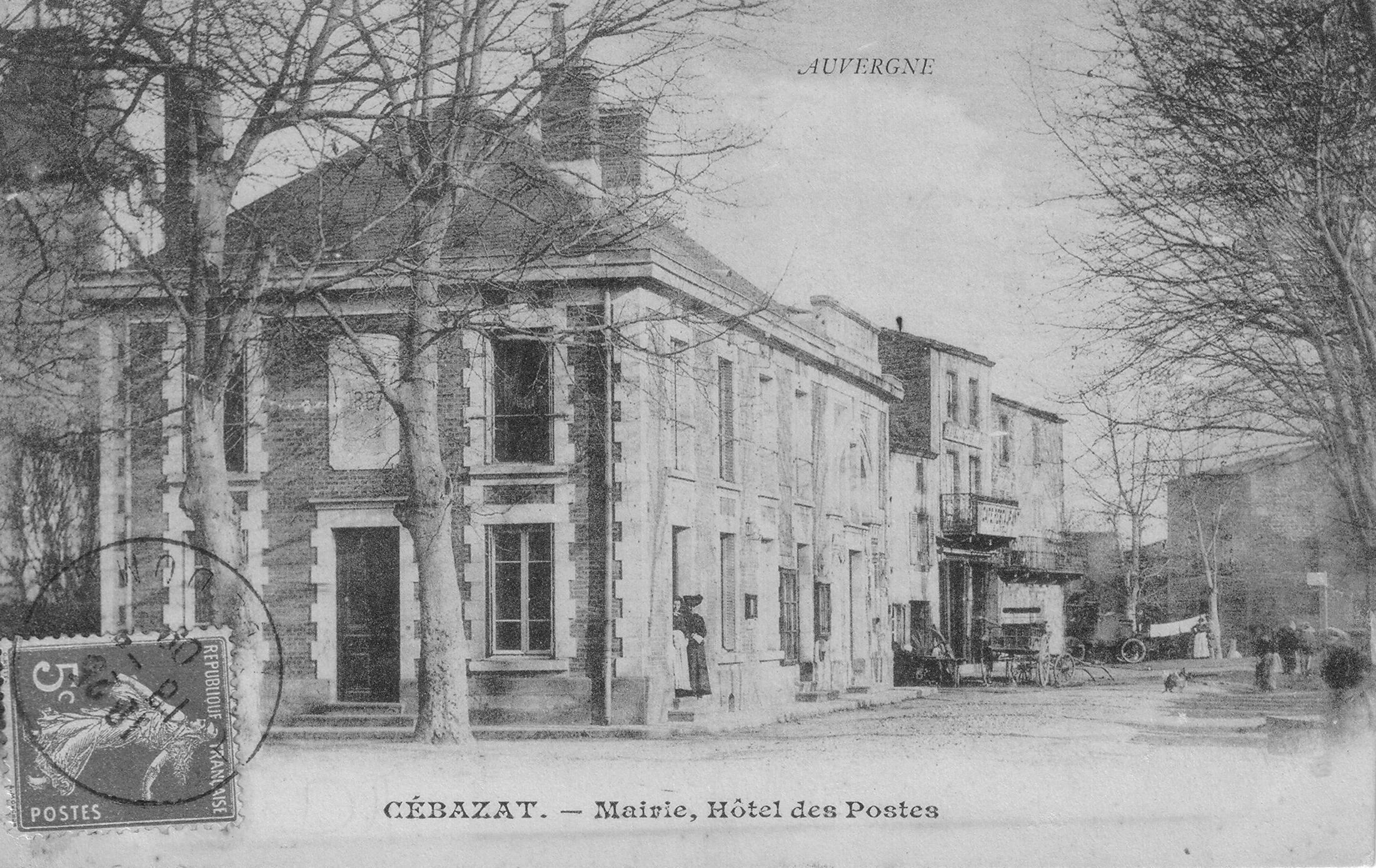
Mairie.
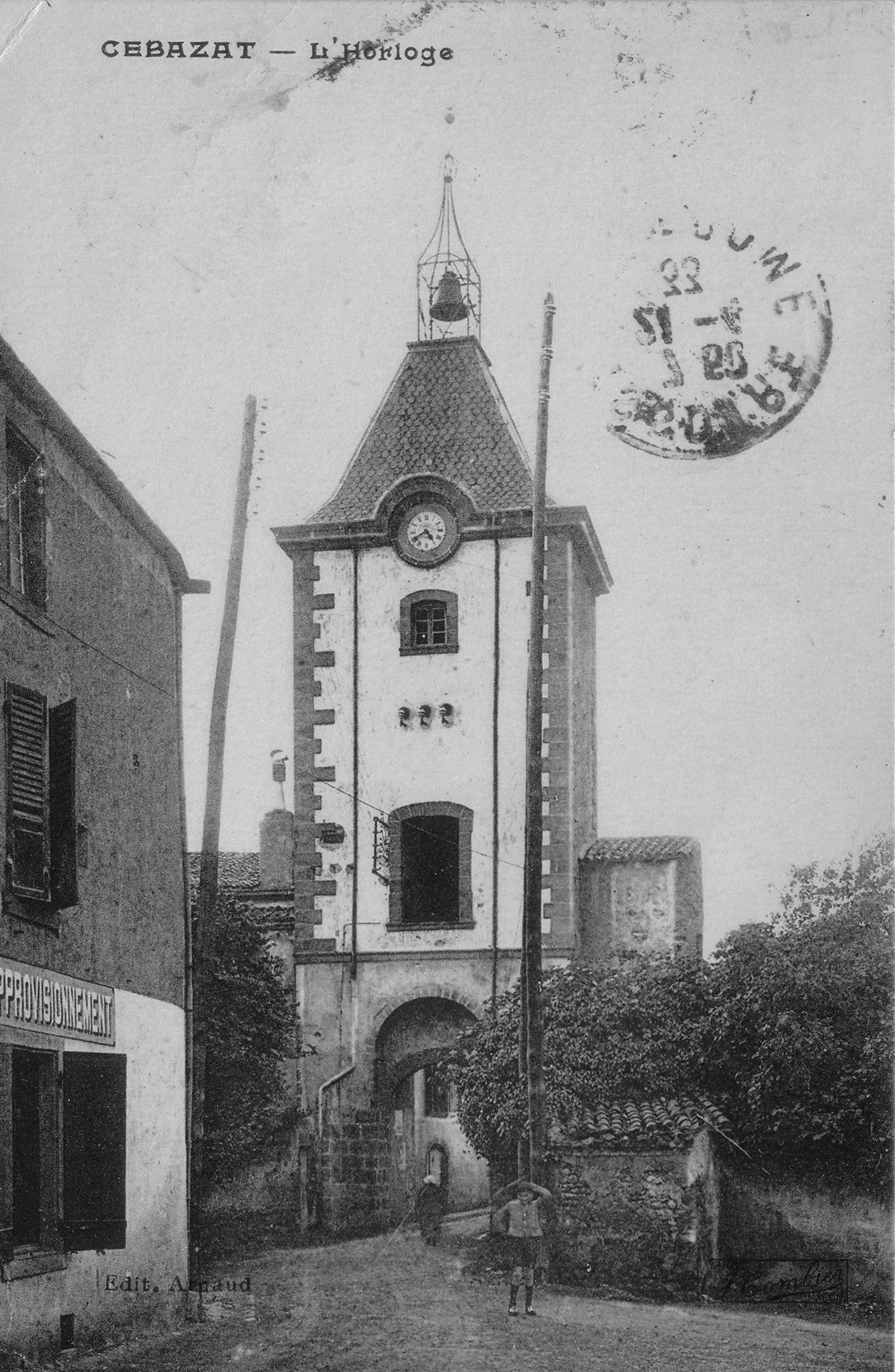
Tour de l'Horloge ou beffroi.
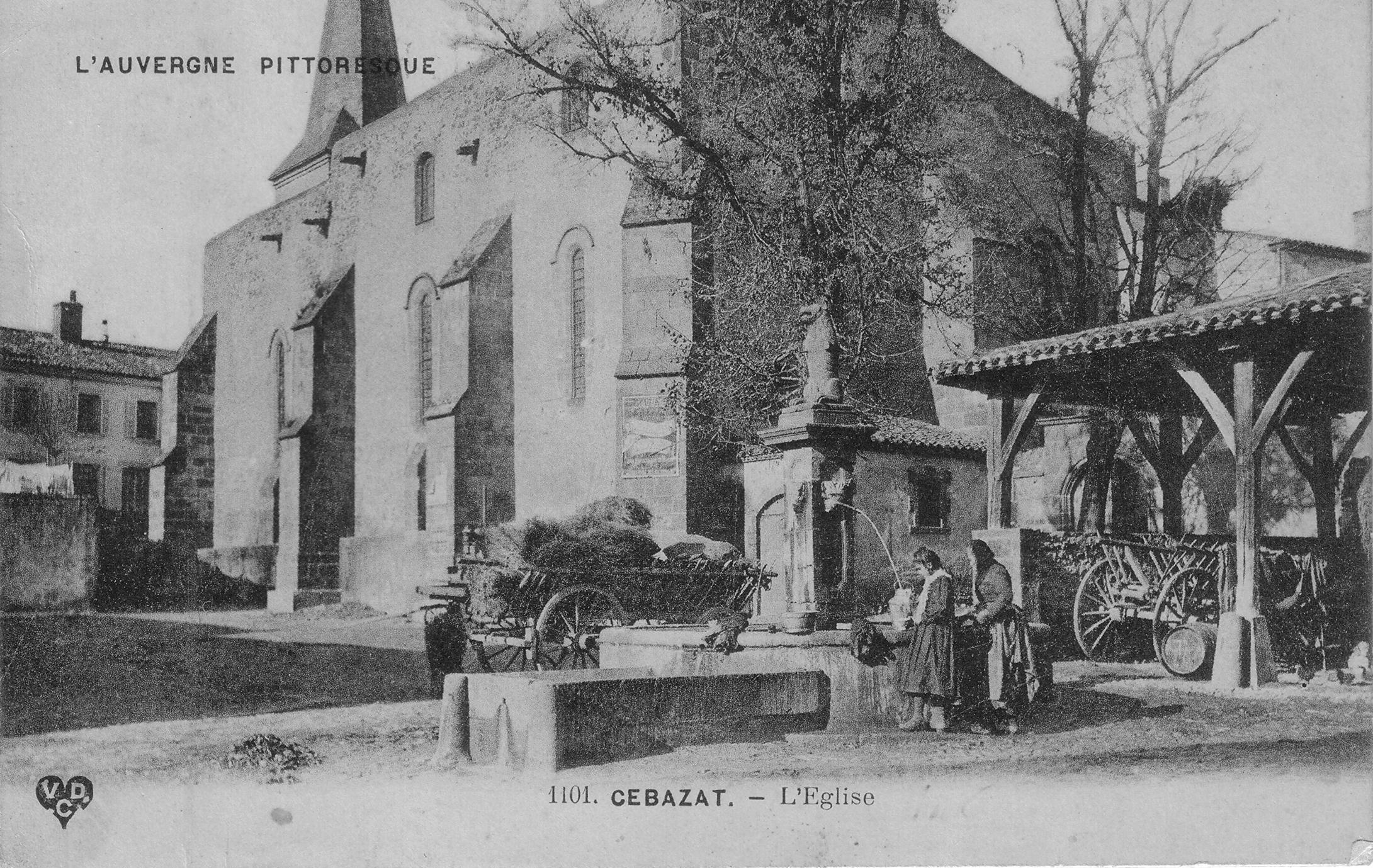
Église vue de la place de la Halle.
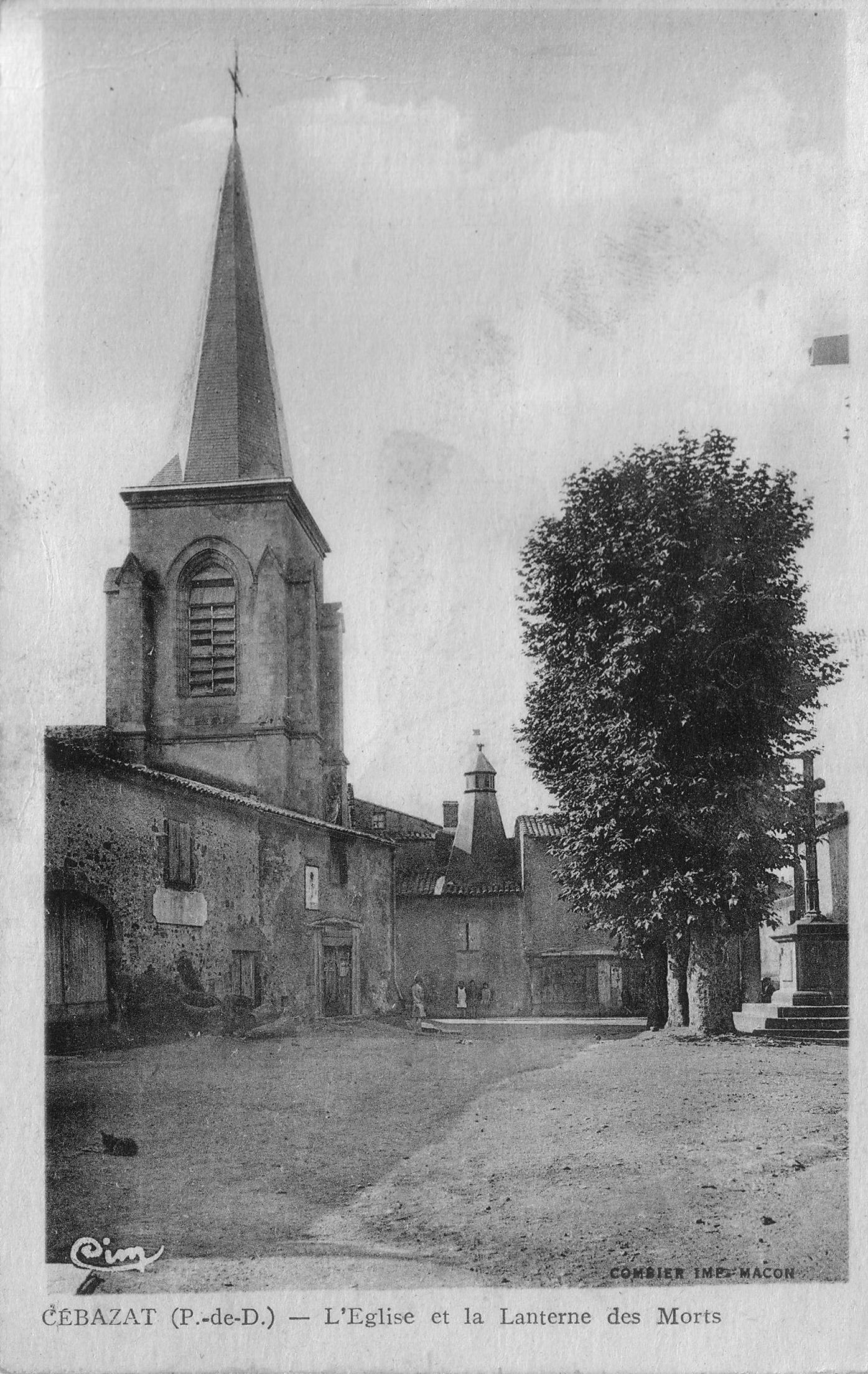
Église et lanterne des morts.
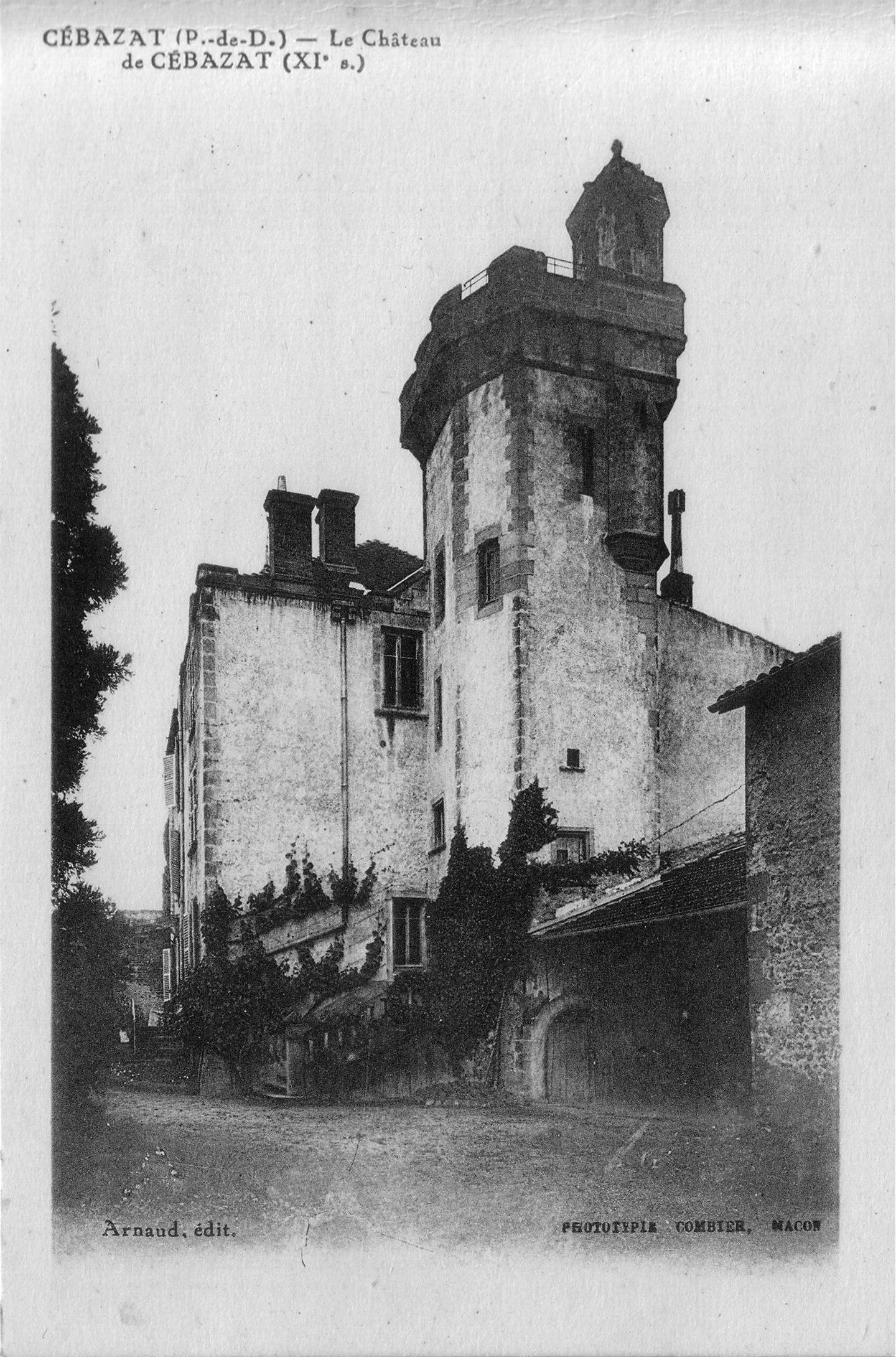
Château de La Mallarée.
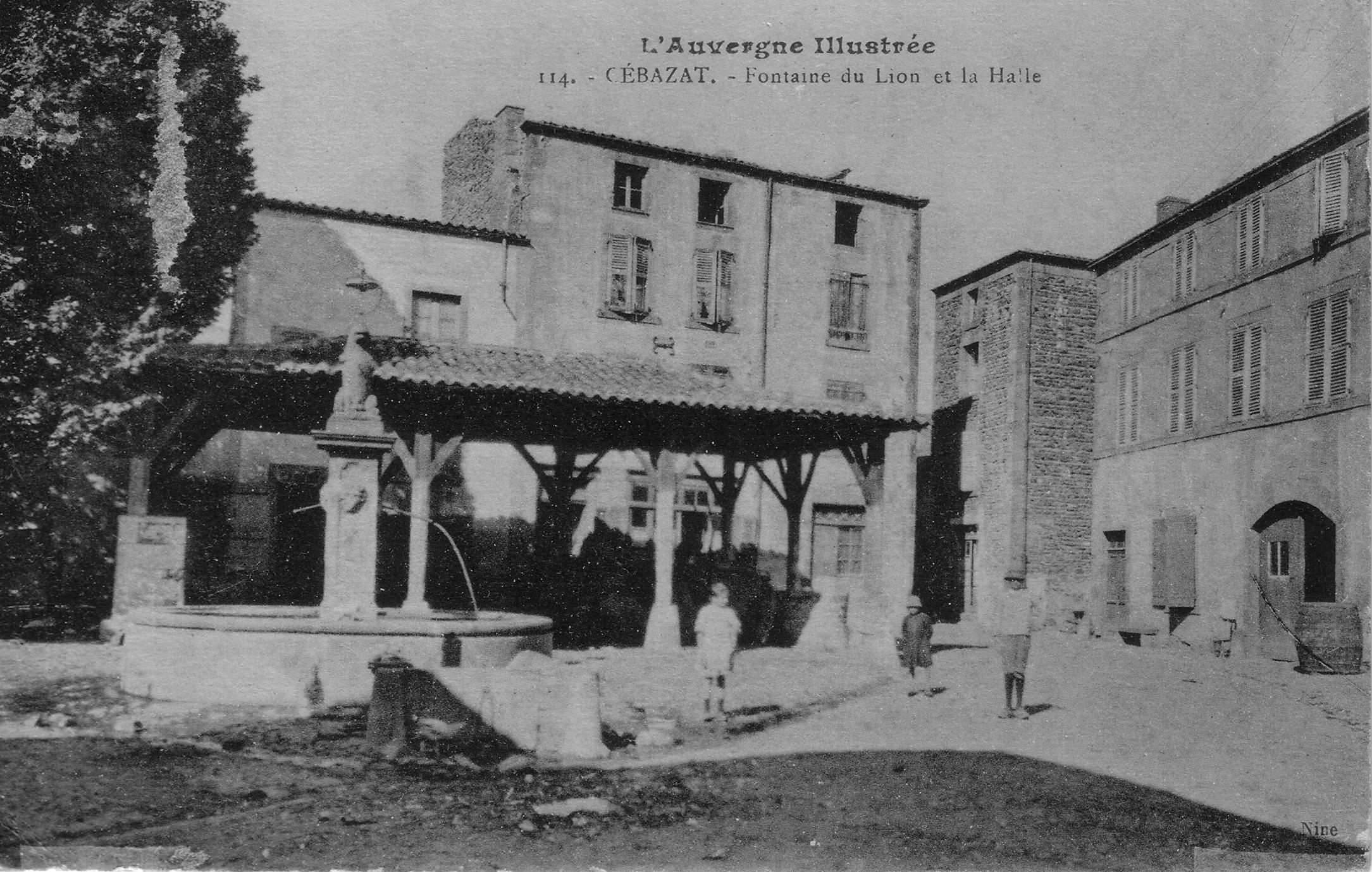
Place de la Halle.
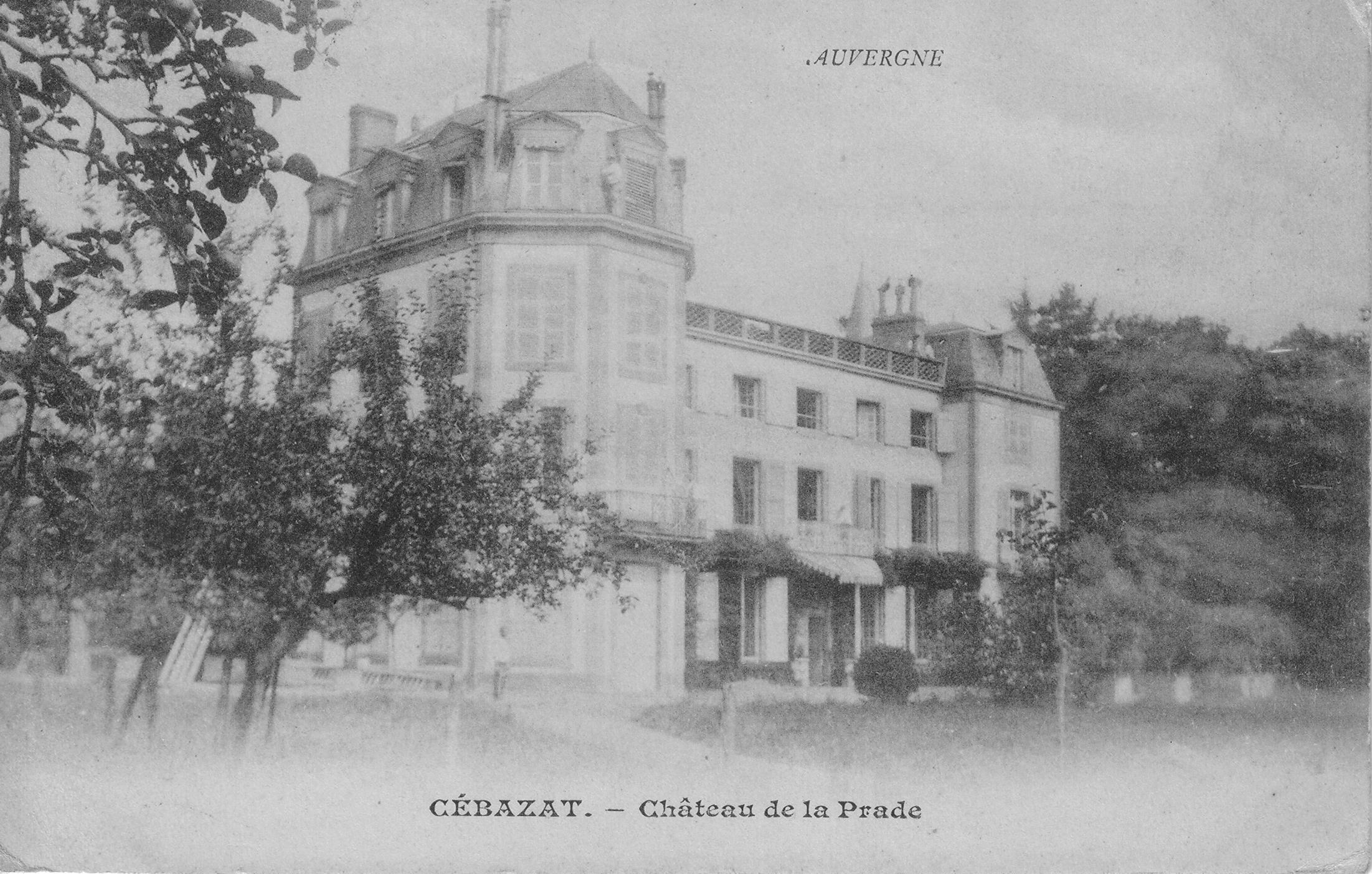
Château de la Prade.
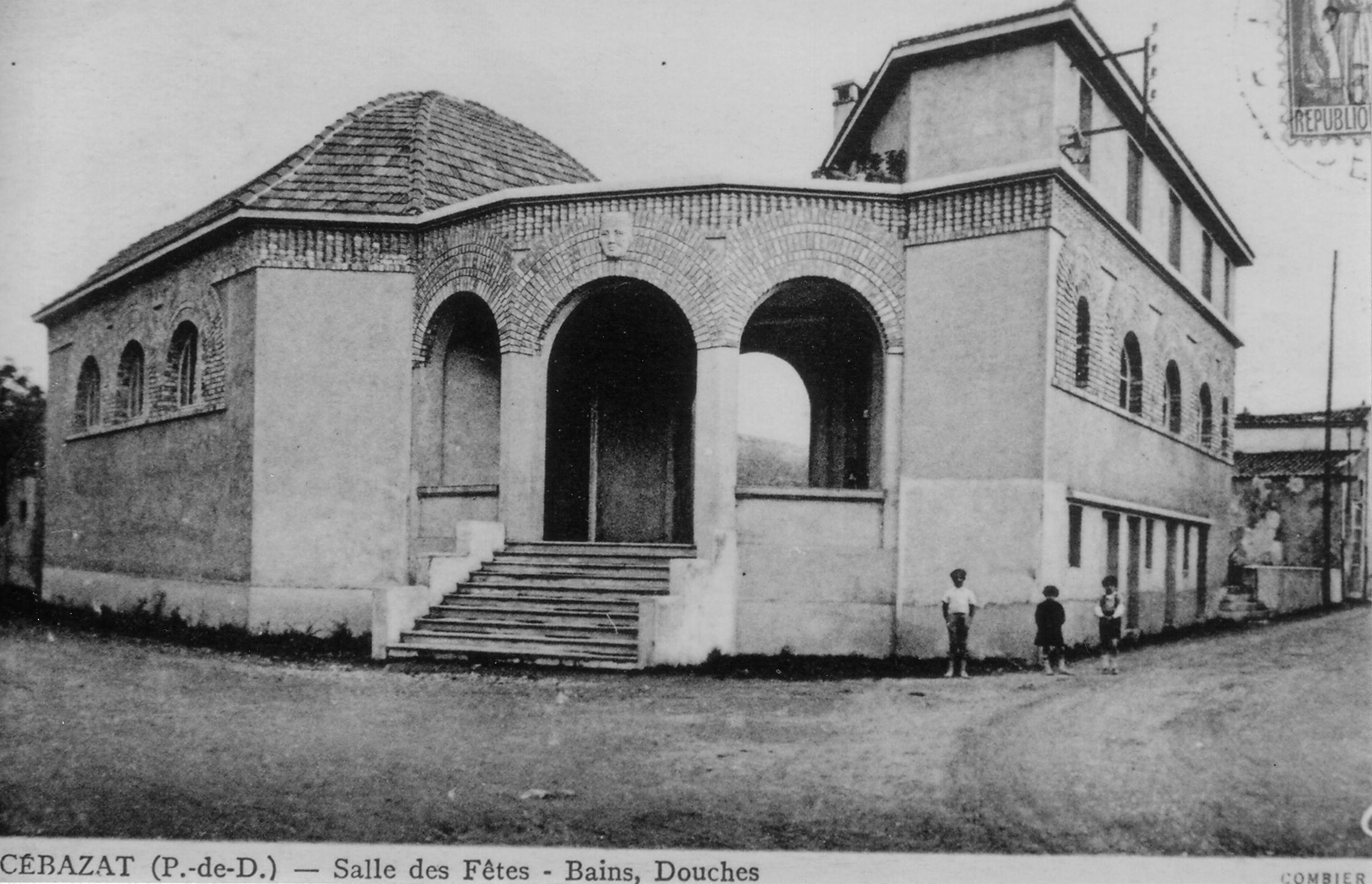
Maison du Peuple.

#### La place de la Commune-1871
Un marché a lieu sur la place de la Commune-1871 le jeudi et le dimanche. Elle accueille également le bal pour les festivités du 14-Juillet.
Le reste du temps, elle sert de parking en plein centre de la ville.

### Équipements culturels

#### Sémaphore
Sémaphore est une salle de concerts, de théâtre et de danse. Elle a été inaugurée le 31 janvier 1998 en présence de la ministre de la culture de l'époque Catherine Trautmann.
Cette salle est composée d'un gradin amovible (de 314 places) et d'un balcon fixe (238 places). Sémaphore peut aussi accueillir des congrès dans ses nombreuses salles de réunion.
La salle a été dirigée depuis son ouverture et jusqu'en 2020 par Jacques Madebène. Elle est dirigée depuis par Hervé Lamouroux
Le nombre d'abonnés a toujours augmenté d'une année sur l'autre. Sémaphore accueille en moyenne 35 à 40 spectacles par saison.
Tous les ans au mois de novembre se déroule un festival de chanson française : « Sémaphore en chanson », dont le vingtième anniversaire a été célébré en 2019. Ce festival se présente sous la forme d'un concert sous chapiteau puis de deux concerts dans la grande salle.
Sémaphore est aussi utilisé comme salle municipale mise à disposition des associations de la ville et des entreprises.

### Récompenses
Ville fleurie : trois fleurs.

### Personnalités liées à la commune
- Pierre de Cébazat, architecte français ayant vécu au XIVe siècle, probablement né à Cébazat.
- Jean Blanc (1918-1999), cycliste français né et mort à Cébazat. Il a participé au Tour de France 1949 et a terminé 2e sur la 14e étape entre Nimes et Marseille.
- Antoine Martinez (1930-2016), coureur cycliste mort à Cébazat.
- Jean Tourlonias (1937-2000), peintre né à Cébazat et y ayant passé toute sa vie. Connu pour ses peintures de bolides dédicacées à des personnalités.
- Didier Ollé-Nicolle, ancien entraîneur du Clermont Foot 63, ayant résidé à Cébazat.
- Alexandre Lapandry, troisième-ligne de l'ASM Clermont Auvergne, résidant à Cébazat.
- Davit Zirakashvili, pilier franco-géorgien de l'ASM Clermont Auvergne, résidant à Cébazat, habite désormais à Châteaugay.
- Wesley Fofana, ailier français de l'ASM Clermont Auvergne, résidant à Cébazat, habite désormais à Châteaugay.